# Umbrina bussingi
Umbrina bussingi är en fiskart som beskrevs av López S., 1980. Umbrina bussingi ingår i släktet Umbrina och familjen havsgösfiskar. IUCN kategoriserar arten globalt som livskraftig. Inga underarter finns listade i Catalogue of Life.